# Хаммонд, Лоуренс
Ло́уренс Ха́ммонд (англ. Laurens Hammond, 11 января 1895, Эванстон, Иллинойс — 3 июля 1973, Корнуэлл, Коннектикут) — американский инженер и изобретатель.
В первую очередь, Лоуренс Хаммонд известен в качестве конструктора «органа Хаммонда» («Hammond organ»), «часов Хаммонда» («Hammond Clock»), а также первого в мире полифонического синтезатора «Новахорд» («Novachord»).

## Изобретение органа
В 1933 году Лоуренс Хаммонд купил подержанный рояль и сохранил от него только клавиатуру, которую стал использовать в качестве контроллера для экспериментирования с различными методами генерации звука.
Так он создал «tonewheel generator» — лучший по своим качествам для того времени генератор музыкального звука.
В роли музыкального консультанта для Лоуренса Хаммонда выступил его знакомый органист епископальной церкви.
Патент на изобретение был получен 19 января 1934 года.
За изобретение Hammond-органа Лоуренс Хаммонд в 1940 году был награждён медалью Института Джона Франклина (Franklin Institute’s John Price Wetherill Medal).